# Simhopp vid världsmästerskapen i simsport 2024 – Damernas 3 meter svikt
Damernas 3 meter svikt i simhopp vid världsmästerskapen i simsport 2024 avgjordes mellan den 8 och 9 februari 2024 i Hamad Aquatic Centre i Doha i Qatar.
Kinesiska Chang Yani tog guld, kinesiska Chen Yiwen tog silver och sydkoreanska Kim Su-ji tog brons.

## Resultat
Kvalet startade den 8 februari klockan 10:02. Semifinalen startade den 9 februari klockan 10:02. Finalen startade den 9 februari klockan 18:32.
Grön bakgrund betyder att simhopparen gick vidare till finalen
Blå bakgrund  betyder att simhopparen tog sig till semifinalen
| Placering | Simhoppare                  | Nationalitet            | Kval   | Kval      | Semifinal        | Semifinal        | Final            | Final            |
| Placering | Simhoppare                  | Nationalitet            | Poäng  | Placering | Poäng            | Placering        | Poäng            | Placering        |
| --------- | --------------------------- | ----------------------- | ------ | --------- | ---------------- | ---------------- | ---------------- | ---------------- |
| 1         | Chang Yani                  | Kina                    | 290,90 | 4         | 332,25           | 2                | 354,75           | 1                |
| 2         | Chen Yiwen                  | Kina                    | 297,75 | 2         | 354,75           | 1                | 336,60           | 2                |
| 3         | Kim Su-ji                   | Sydkorea                | 257,55 | 15        | 302,10           | 3                | 311,25           | 3                |
| 4         | Maddison Keeney             | Australien              | 304,45 | 1         | 294,80           | 5                | 302,95           | 4                |
| 5         | Sarah Bacon                 | USA                     | 297,45 | 3         | 273,45           | 11               | 302,65           | 5                |
| 6         | Lena Hentschel              | Tyskland                | 267,45 | 12        | 282,15           | 9                | 289,95           | 6                |
| 7         | Aranza Vázquez              | Mexiko                  | 283,80 | 5         | 291,40           | 6                | 284,10           | 7                |
| 8         | Grace Reid                  | Storbritannien          | 282,55 | 6         | 283,80           | 7                | 284,00           | 8                |
| 9         | Julia Vincent               | Sydafrika               | 247,80 | 16        | 280,90           | 10               | 279,40           | 9                |
| 10        | Chiara Pellacani            | Italien                 | 274,95 | 10        | 302,10           | 3                | 272,05           | 10               |
| 11        | Haruka Enomoto              | Japan                   | 258,50 | 14        | 282,40           | 8                | 265,20           | 11               |
| 12        | Viktoriya Kesar             | Ukraina                 | 276,30 | 8         | 262,70           | 12               | 208,25           | 12               |
| 13        | Sayaka Mikami               | Japan                   | 279,45 | 7         | 258,70           | 13               | Gick inte vidare | Gick inte vidare |
| 14        | Alysha Koloi                | Australien              | 276,20 | 9         | 252,30           | 14               | Gick inte vidare | Gick inte vidare |
| 15        | Saskia Oettinghaus          | Tyskland                | 268,65 | 11        | 241,35           | 15               | Gick inte vidare | Gick inte vidare |
| 16        | Prisis Ruiz                 | Kuba                    | 262,35 | 13        | 229,90           | 16               | Gick inte vidare | Gick inte vidare |
| 17        | María Papworth              | Spanien                 | 246,10 | 18        | 224,90           | 17               | Gick inte vidare | Gick inte vidare |
| 18        | Elena Bertocchi             | Italien                 | 247,00 | 17        | 194,15           | 18               | Gick inte vidare | Gick inte vidare |
| 19        | Helle Tuxen                 | Norge                   | 246,00 | 19        | Gick inte vidare | Gick inte vidare | Gick inte vidare | Gick inte vidare |
| 20        | Anisley García              | Kuba                    | 245,40 | 20        | Gick inte vidare | Gick inte vidare | Gick inte vidare | Gick inte vidare |
| 21        | Elizabeth Roussel           | Nya Zeeland             | 243,00 | 21        | Gick inte vidare | Gick inte vidare | Gick inte vidare | Gick inte vidare |
| 22        | Alejandra Estudillo         | Mexiko                  | 241,80 | 22        | Gick inte vidare | Gick inte vidare | Gick inte vidare | Gick inte vidare |
| 23        | Yasmin Harper               | Storbritannien          | 238,80 | 23        | Gick inte vidare | Gick inte vidare | Gick inte vidare | Gick inte vidare |
| 24        | Nur Dhabitah Sabri          | Malaysia                | 238,15 | 24        | Gick inte vidare | Gick inte vidare | Gick inte vidare | Gick inte vidare |
| 25        | Pamela Ware                 | Kanada                  | 238,10 | 25        | Gick inte vidare | Gick inte vidare | Gick inte vidare | Gick inte vidare |
| 26        | Maha Amer                   | Egypten                 | 233,05 | 26        | Gick inte vidare | Gick inte vidare | Gick inte vidare | Gick inte vidare |
| 27        | Aleksandra Błażowska        | Polen                   | 228,75 | 27        | Gick inte vidare | Gick inte vidare | Gick inte vidare | Gick inte vidare |
| 28        | Lauren Hallaselkä           | Finland                 | 228,05 | 28        | Gick inte vidare | Gick inte vidare | Gick inte vidare | Gick inte vidare |
| 29        | Mia Vallée                  | Kanada                  | 226,45 | 29        | Gick inte vidare | Gick inte vidare | Gick inte vidare | Gick inte vidare |
| 30        | Madeline Coquoz             | Schweiz                 | 225,90 | 30        | Gick inte vidare | Gick inte vidare | Gick inte vidare | Gick inte vidare |
| 31        | Gladies Lariesa Garina Haga | Indonesien              | 225,15 | 31        | Gick inte vidare | Gick inte vidare | Gick inte vidare | Gick inte vidare |
| 32        | Elna Widerström             | Sverige                 | 224,55 | 32        | Gick inte vidare | Gick inte vidare | Gick inte vidare | Gick inte vidare |
| 33        | Michelle Heimberg           | Schweiz                 | 224,40 | 33        | Gick inte vidare | Gick inte vidare | Gick inte vidare | Gick inte vidare |
| 34        | Sude Köprülü                | Turkiet                 | 222,75 | 34        | Gick inte vidare | Gick inte vidare | Gick inte vidare | Gick inte vidare |
| 35        | Luana Lira                  | Brasilien               | 219,40 | 35        | Gick inte vidare | Gick inte vidare | Gick inte vidare | Gick inte vidare |
| 36        | Tereza Jelínková            | Tjeckien                | 218,95 | 36        | Gick inte vidare | Gick inte vidare | Gick inte vidare | Gick inte vidare |
| 37        | Ashlee Tan                  | Singapore               | 217,20 | 37        | Gick inte vidare | Gick inte vidare | Gick inte vidare | Gick inte vidare |
| 38        | Ng Yan Yee                  | Malaysia                | 216,00 | 38        | Gick inte vidare | Gick inte vidare | Gick inte vidare | Gick inte vidare |
| 39        | Elizabeth Pérez             | Venezuela               | 215,25 | 39        | Gick inte vidare | Gick inte vidare | Gick inte vidare | Gick inte vidare |
| 40        | Kaja Skrzek                 | Polen                   | 214,70 | 40        | Gick inte vidare | Gick inte vidare | Gick inte vidare | Gick inte vidare |
| 41        | Lauren Burch                | Puerto Rico             | 206,60 | 41        | Gick inte vidare | Gick inte vidare | Gick inte vidare | Gick inte vidare |
| 42        | Bailey Heydra               | Sydafrika               | 206,40 | 42        | Gick inte vidare | Gick inte vidare | Gick inte vidare | Gick inte vidare |
| 43        | Kwon Ha-lim                 | Sydkorea                | 204,95 | 43        | Gick inte vidare | Gick inte vidare | Gick inte vidare | Gick inte vidare |
| 44        | Clare Cryan                 | Irland                  | 199,05 | 44        | Gick inte vidare | Gick inte vidare | Gick inte vidare | Gick inte vidare |
| 45        | Estilla Mosena              | Ungern                  | 194,80 | 45        | Gick inte vidare | Gick inte vidare | Gick inte vidare | Gick inte vidare |
| 46        | Rocío Velázquez             | Spanien                 | 193,35 | 46        | Gick inte vidare | Gick inte vidare | Gick inte vidare | Gick inte vidare |
| 47        | Anna Santos                 | Brasilien               | 192,00 | 47        | Gick inte vidare | Gick inte vidare | Gick inte vidare | Gick inte vidare |
| 48        | Victoria Garza              | Dominikanska republiken | 185,00 | 48        | Gick inte vidare | Gick inte vidare | Gick inte vidare | Gick inte vidare |
| 49        | Naïs Gillet                 | Frankrike               | 182,80 | 49        | Gick inte vidare | Gick inte vidare | Gick inte vidare | Gick inte vidare |
| 50        | Chan Tsz Ming               | Hongkong                | 174,80 | 50        | Gick inte vidare | Gick inte vidare | Gick inte vidare | Gick inte vidare |
| 51        | Ivana Medková               | Tjeckien                | 136,20 | 51        | Gick inte vidare | Gick inte vidare | Gick inte vidare | Gick inte vidare |
| 52        | Palak Sharma                | Indien                  | 127,25 | 52        | Gick inte vidare | Gick inte vidare | Gick inte vidare | Gick inte vidare |
| 53        | Patrícia Kun                | Ungern                  | 0DNF0  | 0DNF0     | Gick inte vidare | Gick inte vidare | Gick inte vidare | Gick inte vidare |